# Langue des signes uruguayenne
La langue des signes uruguayenne (en espagnol : Lengua de señas uruguaya, LSU), est la langue des signes utilisée par les personnes sourdes et leurs proches en Uruguay.

## Histoire
La LSU est utilisée depuis 1910 dans les écoles.
Depuis 1983, la place de la LSU et de la communauté sourde dans la société uruguayenne n'a cessé de s'améliorer et de se normaliser, aussi bien dans les domaines publics que privés, dans les médias et dans l'éducation. En 1987 un programme d'éducation bilingue pour les sourds a été mis en place dans les écoles primaires.
De 2000 à 2008 des actions en matière de linguistique voient le jour en Uruguay. Ces lois et autres documents officiels concernent principalement à l'éducation, mais aussi d'autres secteurs de la société. La LSU n'y est pas reconnue comme concernant des personnes handicapées mais plutôt un groupe minoritaire, tout comme les locuteurs d'autres langues minoritaires, elle est valorisée, le droit des sourds de l'utiliser est reconnu et elle est considérée comme l'une des langues maternelles de la population uruguayenne.

## Caractéristiques
La LSU possède deux dialectes :celui de Montevideo et celui de Salto.
Il existe un alphabet manuel pour épeler.

## Utilisation
Des interprètes sont fournis dans les tribunaux. Instruction est assurée pour les parents d'enfants sourds. Il existe un comité pour la  LSU et une organisation des enseignants en langue des signes.
Des émissions de télévision sont adaptées aux sourds. Il existe des vidéos et un dictionnaire a été édité en LSU.
Environ la moitié des utilisateurs sourds de la LSU connaissent l'espagnol.

### Associations
Il existe plusieurs associations et organisations pour les sourds en Uruguay : 
- Association des interprètes en LSU (Asociación de Intérpretes de Lengua de Señas Uruguaya, AILSU)
- Association des sourds d'Uruguay (Asociación de Padres y Amigos de Sordos del Uruguay, APASU)
- Association des sourds d'Uruguay (Asociación de Sordos del Uruguay, ASUR)
- Association des sourds-aveugles d'Uruguay (Asociación de Sordo Ciegos del Uruguay, ASCUY)
- Centre de recherche et de développement pour les sourds (Centro de Invesitgación y Desarrollo para la Persona Sorda, Cinde)
- Organisation sportive des sourds d'Uruguay (Organización Deportiva de Sordos del Uruguay, ODSU)